# Zorro le diable noir
Pour plus de détails, voir Fiche technique et Distribution.
Zorro le diable noir (titre original : Don Daredevil rides again) est un serial américain de Fred C. Brannon sorti en 1951. Le personnage de Don Daredevil (Ken Curtis) a été créé pour cette série dont les droits de Zorro appartenaient à Disney en 1951. Serial de douze chapitres, il a été remonté sous forme de film de 84 minutes pour son exploitation en salles en France.

## Synopsis
Une jeune orpheline demande à son cousin, le jeune avocat Lee Hadley, de l'aider à se débarrasser d'une bande de voyous. Sous le masque noir de Zorro, il fait régner la justice au service des fermiers...

## Fiche technique
- Titre original : Don Daredevil rides again
- Titre français : Zorro, le Diable noir
- Titre(s) français alternatif(s) : Zorro le justicier masqué, Les Feux de la vengeance, la Vengeance de Zorro
- Réalisation : Fred C. Brannon
- Scénario : Ronald Davidson
- Directeur de la photographie : Ellis W. Carter
- Montage : Cliff Bell Sr.
- Musique : Stanley Wilson
- Production : Herbert J. Yates
- Société(s) de distribution : Empire Films Ltd. (Canada, 1951) ; Minerva Film (Belgique, France, 1951)
- Pays de production :  États-Unis
- Langue originale : anglais
- Format : noir et blanc — 35 mm — 1,37:1 — son Mono
- Genre : Western
- Durée : 
  - 167 minutes (12 chapitres)
  - 84 minutes (film)
- Dates de sortie :
  - États-Unis : 11 avril 1951
  - France : 19 juin 1963

## Distribution
- Ken Curtis (VF : Marc Cassot) : Lee Hadley / Zorro (Don Daredevil en VO)
- Aline Towne (VF : Joëlle Janin) : Patricia Doyle
- Roy Barcroft (VF : Jean-Henri Chambois) : Douglas Stratton
- Lane Bradford (VF : Pierre Collet) : Henchman Weber
- Robert Einer : Gary Taylor
- John L. Cason (VF : Henry Djanik) : Henchman Hagen
- I. Stanford Jolley : le shérif
- Hank Patterson (VF : Georges Hubert) : Buck Bender
- Lee Phelps : Michael Doyle
- Sandy Sanders : Dirk
- Guy Teague : le député
- Tom Steele : Henchman Black
- Mike Ragan : Miller
- Cactus Mack : Turner

## Chapitres
|    | Titre anglais          | Durée       |
| -- | ---------------------- | ----------- |
| 1  | Return of the Don      | 20 min      |
| 2  | Double Death           | 13 min 20 s |
| 3  | Hidden Danger          | 13 min 20 s |
| 4  | Retreat to Destruction | 13 min 20 s |
| 5  | Cold Steel             | 13 min 20 s |
| 6  | The Flaming Juggernaut | 13 min 20 s |
| 7  | Claim Jumper           | 13 min 20 s |
| 8  | Perilous Combat        | 13 min 20 s |
| 9  | Hostage of Destiny     | 13 min 20 s |
| 10 | Marked for Murder      | 13 min 20 s |
| 11 | The Captive Witness    | 13 min 20 s |
| 12 | Flames of Vengeance    | 13 min 20 s |

## Production

### Tournage
Le film a été tourné au Ranch Iverson en Californie entre le 5 février et le 27 février 1951. Son numéro de production était le 1930.
Don Daredevil Rides Again utilise des stock-shots pris d'un autre serial Zorro le vengeur masqué.

## Accueil

### Box-office
Lors de sa sortie en France, le film a totalisé 333 746 entrées.